# Microregione di Mossoró
Mossoró è una microregione dello Stato del Rio Grande do Norte in Brasile, appartenente alla mesoregione di Oeste Potiguar.

## Comuni
Comprende 6 comuni:
- Areia Branca
- Baraúna
- Grossos
- Mossoró
- Serra do Mel
- Tibau